# San Martín de Boniches
San Martín de Boniches ist ein Ort und eine zentralspanische Gemeinde (municipio) mit 39 Einwohnern (Stand: 2024) im Norden der Provinz Cuenca in der Autonomen Region Kastilien-La Mancha. 

## Lage und Klima
San Martín de Boniches liegt auf der Westseite des Iberischen Gebirges in einer Höhe von ca. 1210 m. Die Provinzhauptstadt Cuenca befindet sich gut 81 Kilometer (Fahrtstrecke) westnordwestlich. Das Klima im Winter ist gemäßigt, im Sommer dagegen warm bis heiß. Regen (514 mm/Jahr) fällt das ganze Jahr über.

## Bevölkerungsentwicklung
| Jahr      | 1970 | 1981 | 1991 | 2001 | 2011 | 2021 |
| Einwohner | 198  | 134  | 98   | 86   | 48   | 45   |

## Sehenswürdigkeiten

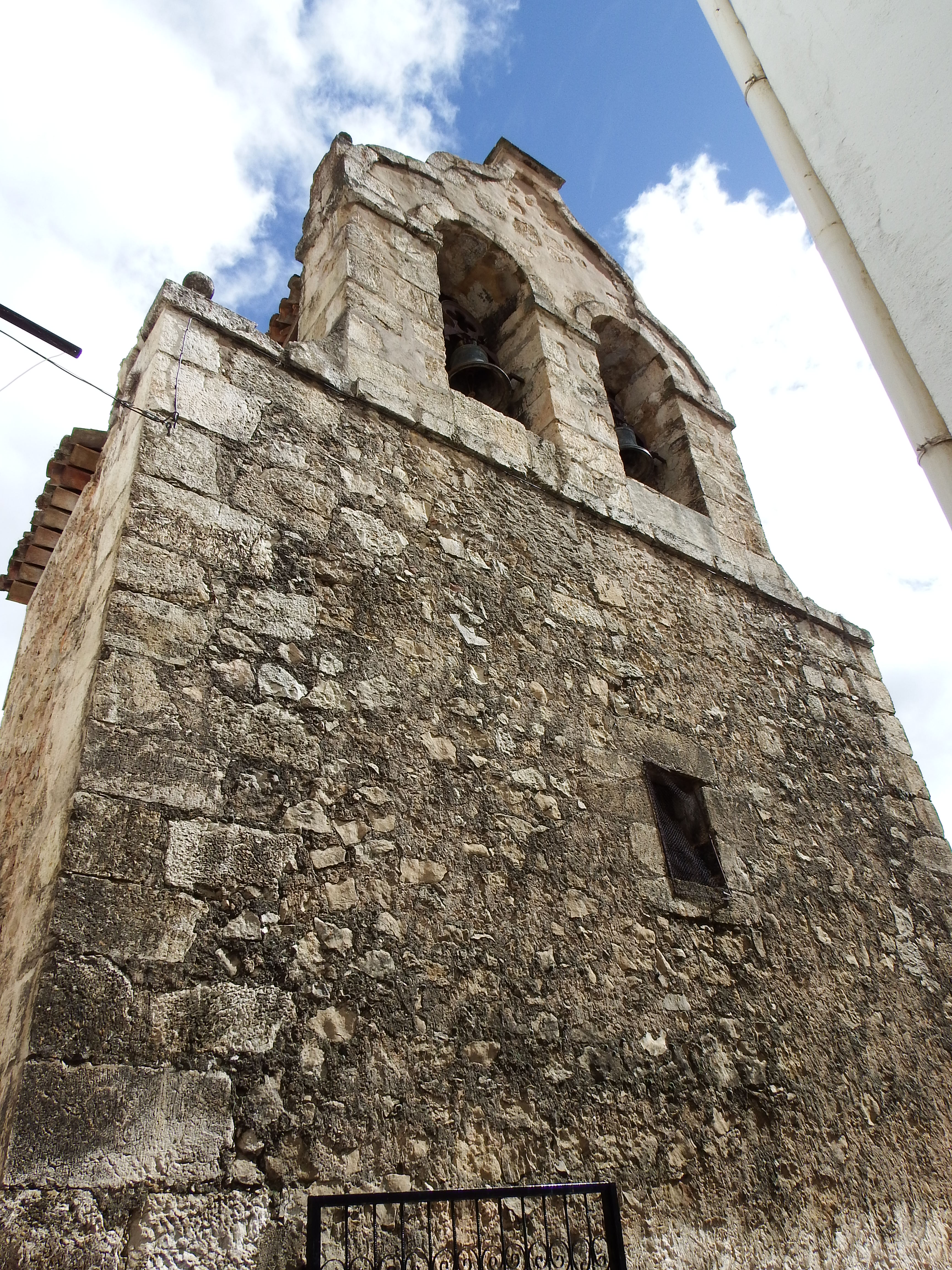
Martinskirche
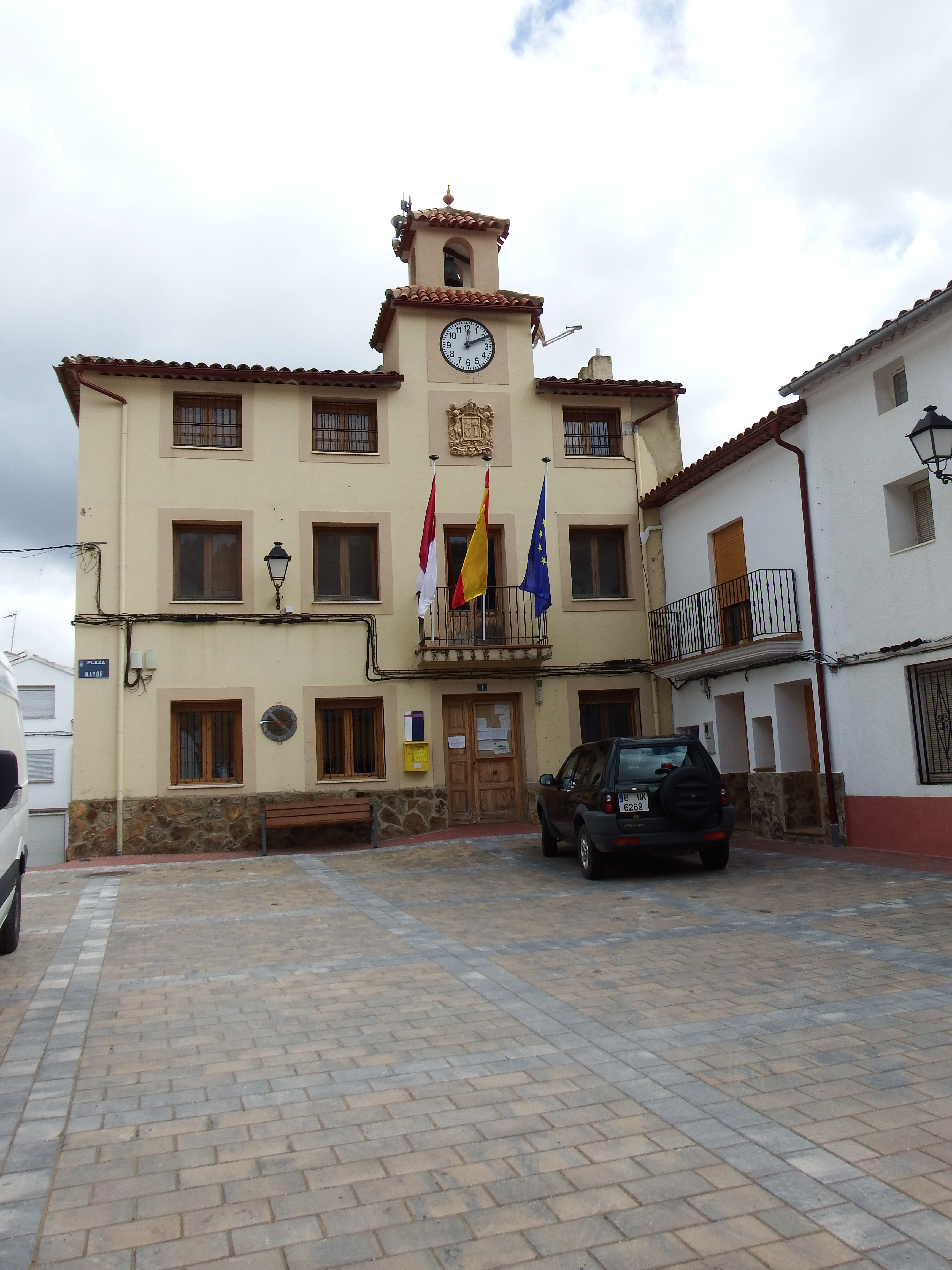
Rathaus

- Martinskirche
- Rathaus